# Mimeoma maculata
Mimeoma maculata är en skalbaggsart som beskrevs av Hermann Burmeister 1847. Mimeoma maculata ingår i släktet Mimeoma och familjen Dynastidae. Inga underarter finns listade i Catalogue of Life.